# Budsław (osiedle)
Budsław (biał. Будслаў, Budsłau; ros. Будслав, Budsław) – osiedle na Białorusi, w obwodzie mińskim, w rejonie miadzielskim, w sielsowiecie Budsław.
Znajduje tu się stacja kolejowa Budsław, położona na linii Połock – Mołodeczno.

## Historia
W latach 1921–1945 ówczesna osada kolejowa leżała w Polsce, w województwie nowogródzkim (od 1926 w województwie wileńskim), w powiecie duniłowickim (od 1926 w powiecie wilejskim), w gminie Budsław.
Według Powszechnego Spisu Ludności z 1921 roku zamieszkiwały tu 152 osoby, 116 było wyznania rzymskokatolickiego, 17 prawosławnego, a 19 mojżeszowego. Jednocześnie 48 mieszkańców zadeklarowali polską przynależność narodową, 85 białoruską, a 19 żydowską. Były tu 24 budynki mieszkalne. W 1931 w 62 domach zamieszkiwały 302 osoby.
Miejscowość należała do parafii rzymskokatolickiej w Budsławiu i prawosławnej w Krzywiczach. Podlegała pod Sąd Grodzki w Krzywiczach i Okręgowy w Wilnie; właściwy urząd pocztowy mieścił się w Budsławiu.